# Torre de Dona Chama
Torre de Dona Chama ist eine Gemeinde (Freguesia) im nordportugiesischen Kreis Mirandela. In ihr leben 919 Einwohner (Stand 19. April 2021).
Auf einem Platz im Ort steht der Pelourinho (Schandpfahl), als Symbol der hier vergangenen Gemeindehoheit. Daneben steht die als Porca da Vila bekannte Skulptur eines Schweines, ähnlich der Porca de Murça. Das Schwein ist Bestandteil des Gemeindewappens.

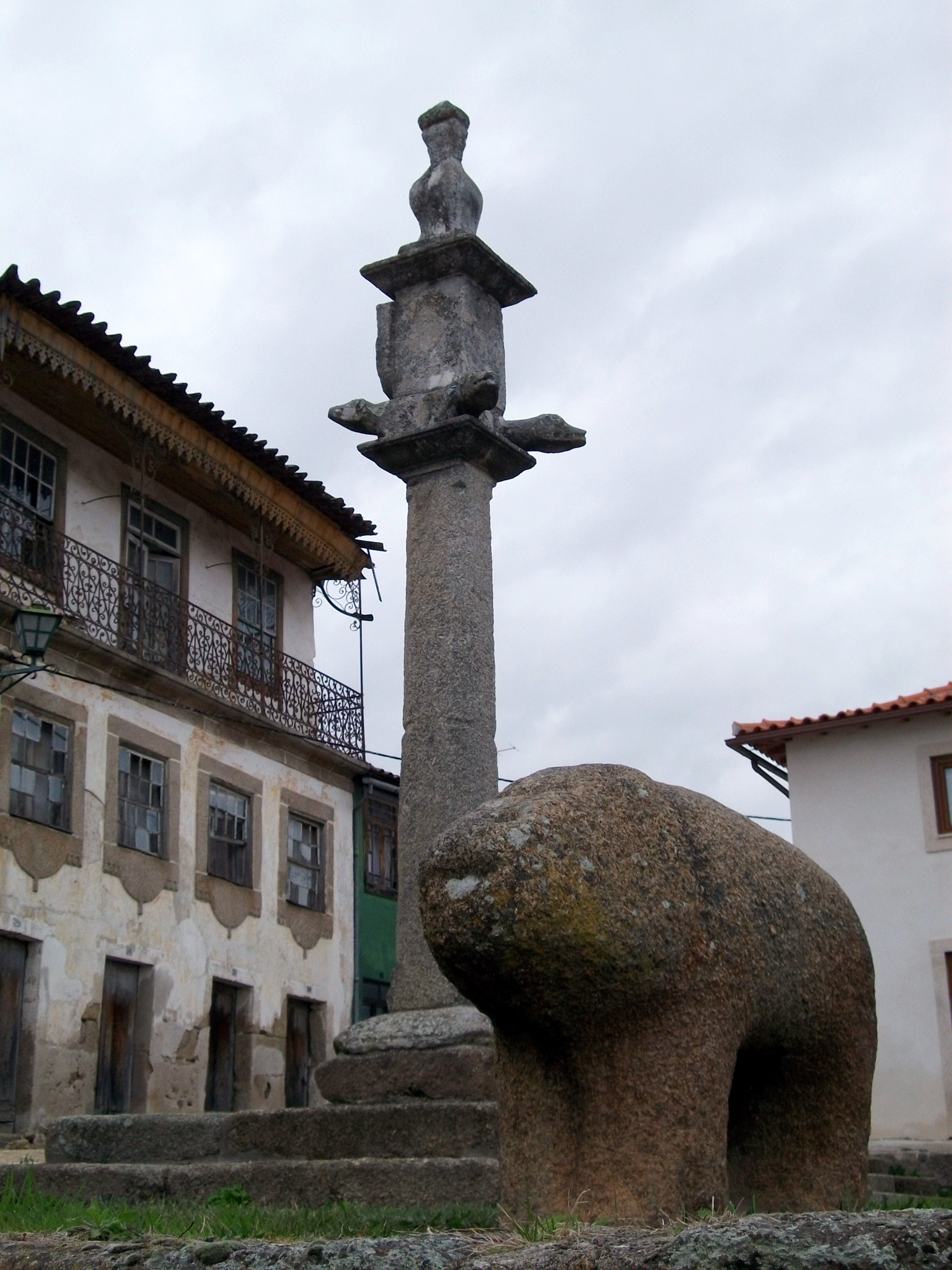
Pelourinho und Porca da Vila

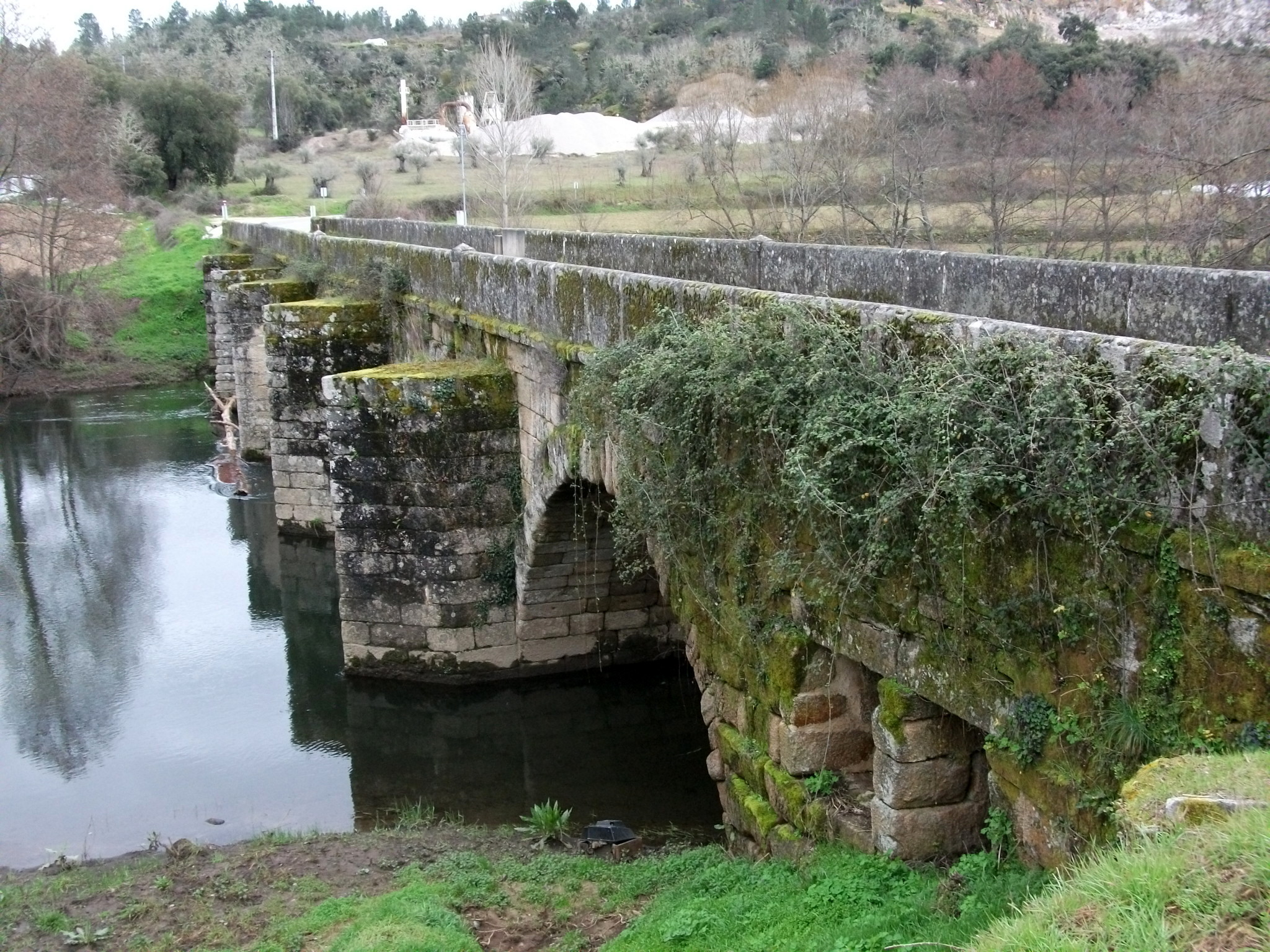
Brücke über den Rio Tuela

Nördlich des Ortes, dort wo die Kapelle des São Brás steht, befand sich offenbar eine Burganlage der Castrokultur. Neben eisenzeitlicher und römerzeitlicher Keramik wurden Anzeichen von Befestigungsmauern gefunden. In diesen Zeitraum wird auch die Skulptur datiert, die möglicherweise aus dem Castro stammt.